# Culex maplei
Culex maplei är en tvåvingeart som beskrevs av Knight och Hurlbut 1949. Culex maplei ingår i släktet Culex och familjen stickmyggor. Inga underarter finns listade i Catalogue of Life.